# Hard Bulls
Hard Bulls ist ein Baseballverein aus Hard im österreichischen Bundesland Vorarlberg.

## Geschichte
Der Verein wurde 1991 gegründet. Im Jahr 2000 schaffte man den Aufstieg in die Austrian Baseball League, die erste Baseball-Bundesliga. Im Jahr darauf konnte bereits der erste und bisher einzige Staatsmeistertitel in der Vereinsgeschichte gefeiert werden. 2002 feierte man den Vizestaatsmeistertitel und den Sieg im B-Pool Europacup in Nagykanizsa, Ungarn. Durch diesen Erfolg durften die Bulls 2003 nach Barcelona (Spanien) zum A-Pool Europacup um sich mit den besten Teams aus Europa zu messen. 2005 folgte der Abstieg in die Regionalliga. Erst 2010 konnten die Bulls wieder den Aufstieg in die BBL (Baseballbundesliga) schaffen. Dort reichte es 2011 zum fünften Platz (10 Siege und 14 Niederlagen) und 2012 zum dritten Platz (12 Siege und 8 Niederlagen). Die Saison 2013 beendeten die Hard Bulls mit 19 Siegen und nur einer Niederlage. Sie sicherten sich den Meistertitel in der BBL und qualifizierten sich für das Aufstiegsplayoff. Der Aufstieg blieb ihnen aber nach dem dritten Platz im Aufstiegsplayoff verwehrt. 2014 starteten die Bulls nicht so dominant in Saison und rangieren nach der Hälfte der Saison nur auf Rang 4 (5 Siege, 6 Niederlagen). Am Ende des Jahres standen 12 Siege und 8 Niederlagen zu Buche, was den dritten Platz in der Tabelle bedeutete. Dieser verpflichtet zur Teilnahme am Unteren Playoff, in welchem man gegen den Abstieg aus der BBL spielt. Diese Abstiegsplayoffs beendeten die Bulls auf dem ersten Platz. Insgesamt steht somit 2014 der dritte Platz in der BBL zu Buche. Für die neue Saison, im Jahr 2015, konnte mit Clemens Cichocki ein mehrfacher österreichischer Nationalteamspieler verpflichtet werden. Zur Saisonhälfte 2015 lagen die Bulls mit 9 Siegen und 1 Niederlage auf dem ersten Tabellenrang. Diesen konnte man bis zum Ende des Grunddurchgangs verteidigen. Man beendet den Grunddurchgang 2015 mit 18 Siegen und 2 Niederlagen. Damit qualifizierte man sich für das Aufstiegsplayoff in die ABL. Dieses beendeten die Bulls 2015 mit 6 Siegen und 6 Niederlagen. Der Aufstieg wurde schlussendlich um einen Sieg verpasst. Somit spielen die Bulls auch 2016 in der BBL. 2016 beendeten die Bulls den Grunddurchgang erneut auf dem ersten Platz und nahmen zum dritten Mal an den Aufstiegsplayoffs teil. Dort erreichte man den zweiten Platz und schaffte somit den Aufstieg in die Austrian Baseball League. Somit schaffen die Bulls nach 2004 wider in die erste Liga. In der Baseball League Austria, wie die höchste Spielklasse in Österreich seit 2017 heißt, beendeten die Bulls den Grunddurchgang mit einem Record von 12 Siegen und 14 Niederlagen. Man erreichte dadurch das Playoff, wo aber im Viertelfinale gegen die Stockerau Cubs Endstation war. Damit belegte man in der Endabrechnung den sechsten Platz von zehn Teams.
2018 verpasste man nach 10 Siegen und 16 Niederlagen im Grunddurchgang die Playoffs und beendete die Saison auf dem 8. Platz von 10 Teams.
2019 konnte man erneut in die Playoffs einziehen. Der Grunddurchgang wurde mit 9 Siegen und 15 Niederlagen abgeschlossen, was zum zweiten Platz in der Division West reichte. In den Playoffs musste man sich in der ersten Runde den Wr. Neustadt Diving Ducks geschlagen geben. Somit beendeten die Bulls die Saison auf dem 5. Platz, dem besten Ergebnis in der höchsten Spielklasse seit dem 2. Platz im Jahr 2002.
Die Bulls melden Mannschaften in der Österreichischen Bundesliga, der Vorarlberger Landesliga und der Jugendliga. Den bisher größten Erfolg im Nachwuchs feierte die U16-Mannschaft mit dem zweiten Platz bei den österreichischen U16-Meisterschaften 2017. Die U13 konnte im Jahr 2016 bei den österreichischen Meisterschaften den dritten Platz erreichen. Ebenfalls dritter wurde die U18 im Jahr 2019. Die Bulls halten somit aktuell bei 3 Medaillen bei österreichischen Nachwuchsmeisterschaften.

## Kader
Kader der Kampfmannschaft für die Saison 2019:
- #  3 – Yanik Mäser – Pitcher/Infield
- #  4 – Pascal Campregher – Pitcher/Third Baseman
- # 13 – Luca Mäser – Catcher
- # 88 – Erwin Vals Frias – Shortstop
- # -- – Zeke Holt – Pitcher/First Baseman
- # 19 – Hubert Böhler – Catcher/First Baseman
- # 17 – Carlos Gabriel – Outfielder
- # 23 – Richard Kranabetter – Outfielder
- # 27 – Gregor Paterno – Pitcher/Second Baseman
- # 64 – Hannes Moosbrugger – Outfielder
- # 55 – Yodai Nakamura – Catcher
- # 22 – Kirian Pichler – Pitcher
- # 32 – Arjan Frans – Outfielder
- # 99 – Mathias Lechleitner – Outfielder
- # 24 – Marcel Winder – Outfielder

## Platzierungen in Österreich seit 2000
- 2000 – Meister BBL-West/Aufstieg in die ABL
- 2001 – Meister ABL (Österreichischer Meister)
- 2002 – Vizemeister ABL (Österreichischer Vize-Meister)
- 2003 – 5. Platz ABL
- 2004 – 8. Platz ABL (Abstieg)
- 2005 – Meister RLW (Regional-Liga-West)
- 2006 – Meister RLW
- 2007 – Vizemeister RLW
- 2008 – Meister RLW
- 2009 – Meister LLV (Landesliga Vorarlberg)
- 2010 – Meister RLW (Aufstieg in die BBL)
- 2011 – 5. Platz BBL Baseball-Bundesliga (Österreich)
- 2012 – 3. Platz BBL
- 2013 – 1. Platz BBL (Aufstieg verpasst)
- 2014 – 3. Platz BBL
- 2015 – 1. Platz BBL Baseball-Bundesliga (Österreich) 2015 (Aufstieg verpasst)
- 2016 – 1. Platz BBL Aufstieg in die ABL Austrian Baseball League
- 2017 – 6. Platz in der Baseball League Austria
- 2018 – 8. Platz in der Baseball League Austria
- 2019 – 5. Platz in der Baseball League Austria

## Individuelle Auszeichnungen seit 2010
- 2011:
- Gold Glove Third Baseman: Nicolas Wüstner
- 2012:
- Gold Glove First Baseman: Dominic Nährer
- 2013:
- Wertvollster Spieler Liga MVP:  Joshua Stewart
- Gold Glove Pitcher: Joshua Stewart
- Gold Glove Catcher: Hubert Böhler
- Gold Glove First Baseman: Dominic Nährer
- Gold Glove Second Baseman: Simon Peter
- Gold Glove Shortstop: Joshua Stewart
- Gold Glove Center Fielder: Marcel Winder
- 2014:
- Gold Glove Right Fielder: Richard Kranabetter
- Gold Glove Center Fielder: Marcel Winder
- 2015:
- Wertvollster Spieler Liga MVP: Clemens Cichocki
- Bester Schlagmann: Clemens Cichocki
- Bester Pitcher: Ryan Rupp
- Gold Glove Catcher: Hubert Böhler
- Gold Glove First Baseman: Clemens Cichocki
- Gold Glove Shortstop: Michael Caleb
- Gold Glove Right Fielder: Richard Kranabetter
- Gold Glove Center Fielder: Marcel Winder
- 2016:
- Wertvollster Spieler Liga MVP: Clemens Cichocki
- Bester Pitcher: Clemens Cichocki
- Gold Glove Catcher: Gerald Schoeneberg
- Gold Glove Pitcher: Clemens Cichocki
- Gold Glove Shortstop: Erwin Vals Frias
- Gold Glove Third Baseman: Simon Peter
- 2017:
- Gold Glove Right Fielder: Richard Kranabetter
- Gold Glove Shortstop: Erwin Vals Frias
- Gold Glove Second Base: Jose Ruiz
- All Star Leftfield: Carlos Gabriel
- All Star Second Base: Jose Ruiz
- 2018:
- Gold Glove Shortstop: Erwin Vals Frias
- Gold Glove Second Base: Jose Ruiz
- All Star Second Base: Jose Ruiz